# Callichroma sericeum
Callichroma sericeum là một loài bọ cánh cứng trong họ Cerambycidae.